# Prack (Maisach)
Prack ist ein Ortsteil der oberbayerischen Gemeinde Maisach im Landkreis Fürstenfeldbruck. 

## Lage
Der Weiler liegt circa drei Kilometer nördlich von Maisach.

## Geschichte
Am 1. Mai 1978 kam Prack als Ortsteil der bis dahin selbstständigen Gemeinde Rottbach zu Maisach.

## Baudenkmäler

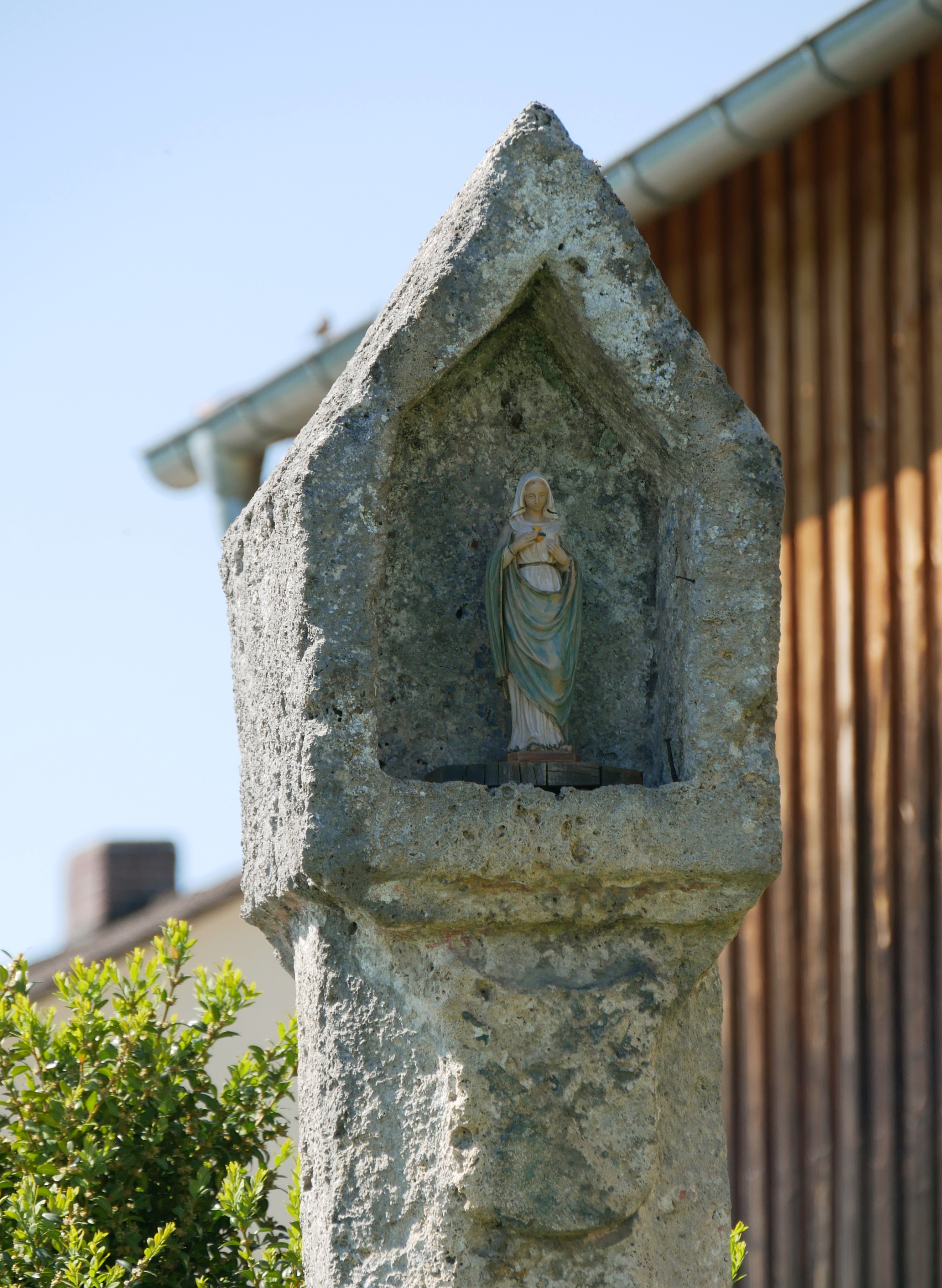
Bildstock in Prack

Siehe auch: Liste der Baudenkmäler in Prack
- Bildstock